# 荒木宏
荒木 宏（あらき ひろし、1928年4月1日 - 1995年1月14日）は、日本の教育者、弁護士、政治家。衆議院議員（日本共産党公認、2期）を務めた。自由法曹団幹事。

## 来歴
神戸市出身。神戸商業大学（現・神戸大学）中退。小学校の教員をやりながら、関西大学法学部を卒業。その後、弁護士となる。
1972年の第33回衆議院議員総選挙に旧大阪5区から立候補し1位で初当選を果たした。続く1976年の第34回衆議院議員総選挙でも同区から立候補し再選を果たすも、体調不良により1979年の第35回衆議院議員総選挙には立候補せず、政界からの引退を表明する。地盤は引退当時、堺市選出の大阪府議会議員であった藤田スミに譲る。
1995年1月14日、脳梗塞のため、大阪府大阪狭山市の病院で死去した。66歳没。